# Macrolopholia
Macrolopholia is een geslacht van rechtvleugeligen uit de familie veldsprinkhanen (Acrididae). De wetenschappelijke naam van dit geslacht is voor het eerst geldig gepubliceerd in 1920 door Sjöstedt.

## Soorten
Het geslacht Macrolopholia omvat de volgende soorten:
- Macrolopholia altocristata Sjöstedt, 1920
- Macrolopholia ayersii Tepper, 1896
- Macrolopholia cristulata Stål, 1878
- Macrolopholia tuberculata Walker, 1870